# Alan Chávez
 (juin 2011).
Si vous disposez d'ouvrages ou d'articles de référence ou si vous connaissez des sites web de qualité traitant du thème abordé ici, merci de compléter l'article en donnant les références utiles à sa vérifiabilité et en les liant à la section « Notes et références ».
Alan Chavez, né le 23 décembre 1990 à Tampico au Mexique et mort le 11 septembre 2009 à Mexico, est un acteur mexicain.

## Biographie
Alan Chávez a joué dans plusieurs films, mais c'est son rôle dans La Zona qui le fait connaître. En 2007, il remporte le prix Écran de Cristal de la Révélation masculine pour le téléfilm de Gerardo Tort, El Cielo. Il est également nommé 2 fois au Ariel (équivalent des Césars au Mexique) pour son rôle dans La Zona.
Il a été considéré comme l'un des quatre espoirs du cinéma latino-américain au festival de Toulouse, avec une carrière qui s'annonçait prometteuse.
Mais le 11 septembre 2009, il a été tué par la police mexicaine lors d'une fête où Alan Chavez et ses amis se trouvaient. Alan Chavez a été enterré dans le Panthéon de San Lorenzo Tezonco à Iztapalapa à Mexico.

## Filmographie
- 2003 : Un nuevo amor  (Série TV)
- 2004 : Soñarás  (Série TV)
- 2005 : Adiós, para siempre de David Barba
- 2007 : Cielo (TV)
- 2007 : Partes usadas de Aarón Fernández Lesur
- 2008 : La Zona, propriété privée  de  Rodrigo Plá
- 2009 : El muro de al lado  de Luis Eduardo Reyes
- 2010 : Amaneceres oxidados  de Diego Cohen
- 2010 : Somos lo que hay  de Jorge Michel Grau